# Митиджа
Митиджа — плодородная равнина на севере Алжира, между Атласом и Сахелем, на юг от города Алжира; сельскохозяйственный центр страны.

## География
Равнина Митиджа расположена параллельно морскому побережью Алжира и тянется в направлении восток-северо-восток — запад-юго-запад от алжирского города Будуау на востоке до марокканского города Надора на западе. С севера она ограничена холмами Алжирского Сахеля, а с юга — хребтами Телль-Атласа. Протяжённость с востока на запад составляет около сотни километров, а с севера на юг варьируется между 5 и 20 км. Средние высоты составляют около 50 м с постепенным снижением высоты в сторону моря. В физическом плане подразделяется на две части: Нижняя или Восточная Митиджа и Верхняя или Западная Митиджа.
Митиджа характеризуется плодородными землями, умеренным климатом средиземноморского типа и достаточным количеством осадков (700—800 мм в год). Равнина используется для сельскохозяйственного производства: цитрусовых в восточной части и винограда — в западной.
В административном плане равнина является частью нескольких вилайетов (с запада на восток): Типаза, Блида, Алжир, Бумердес и на крайнем северо-востоке — Медеа. По краям равнины расположены несколько значительных городских агломераций, из которых самыми важными являются: Алжир на севере, Блида на юге, Медеа на юго-востоке, Бумердес на востоке и Типаза на западе и город Буфарик в центре. Бо́льшая часть этих городов появилась во времена французского владычества (1830—1962) как центры пищевой промышленности.
После обретения страной независимости города Митиджи стали центром миграции изо всех регионов Алжира, в результате чего доля сельского населения в ней стала самой низкой по стране. Затем урбанизация равнины несколько замедлилась до начала 1980-х годов, после чего снова ускорилась — особенно это касается Блиды и Буфарика, население которых резко выросло. Вокруг старых дуаров и колониальных ферм возникли новые населённые пункты. Эта урбанизация привела к снижению плодородности лучших сельскохозяйственных земель равнины.

## История
После падения Гранады в 1492 году многочисленные беженцы из ставшей полностью католической Испании хлынули в Северную Африку, заново заселив город Блида и основав город Колеа. Во времена османского владычества Митиджа уже стала центром интенсивного сельского хозяйства — хроникёры этого времени отмечали богатство этой земли, в частности в пригородах таких городов, как Алжир и Блида. Однако ещё в начале XIX века средняя часть равнины была болотистой, затем она была осушена благодаря труду колонистов и алжирцев.
В 1830 году Франция вторглась в Алжир, в частности в Митиджу, уже поделённую между различными племенами. Долина была разделена на 3600 земельных наделов арабов. Митиджа стала первым местом вне города Алжира, где при поддержке французской армии начался сбор налогов с местного населения, она же была первым местом расселения колонистов.
Восстание по руководством эмира Абд аль-Кадира затормозило этот процесс, но к 1842 году 4/5 всех земель уже оказалось в руках колонистов. Бунтовавшие племена уничтожались, их земли отбирались. Общественные земли и земли османских чиновников конфисковывались в колониальную казну. Многие племена были вынуждены покинуть привычные места обитания, эмигрировав вплоть до Новой Каледонии.
На равнине началось выращивание новых культур, в частности винограда, посадками которого оказалась занята половина всех площадей. Из винограда производилось вино, которое затем экспортировалось в метрополию. Со временем виноделие стало одной из ключевых отраслей Французского Алжира. Работниками на виноградниках служили алжирцы, сотнями тысяч прибывавшие из Атласа, Кабилии и других горных районов.
После обретения страной независимости были созданы орошаемые поля, старые дуары превратились в крупные деревни. Произошла диверсификация сельскохозяйственных культур — виноград заменён на цитрусовые и розовые. На четыре вилайета Митиджи приходится более половины алжирского производства цитрусовых и 20 % розовых. На равнину приходится также 75 % плодоводческих и растениеводческих площадей Алжира.